# 黄土地貌

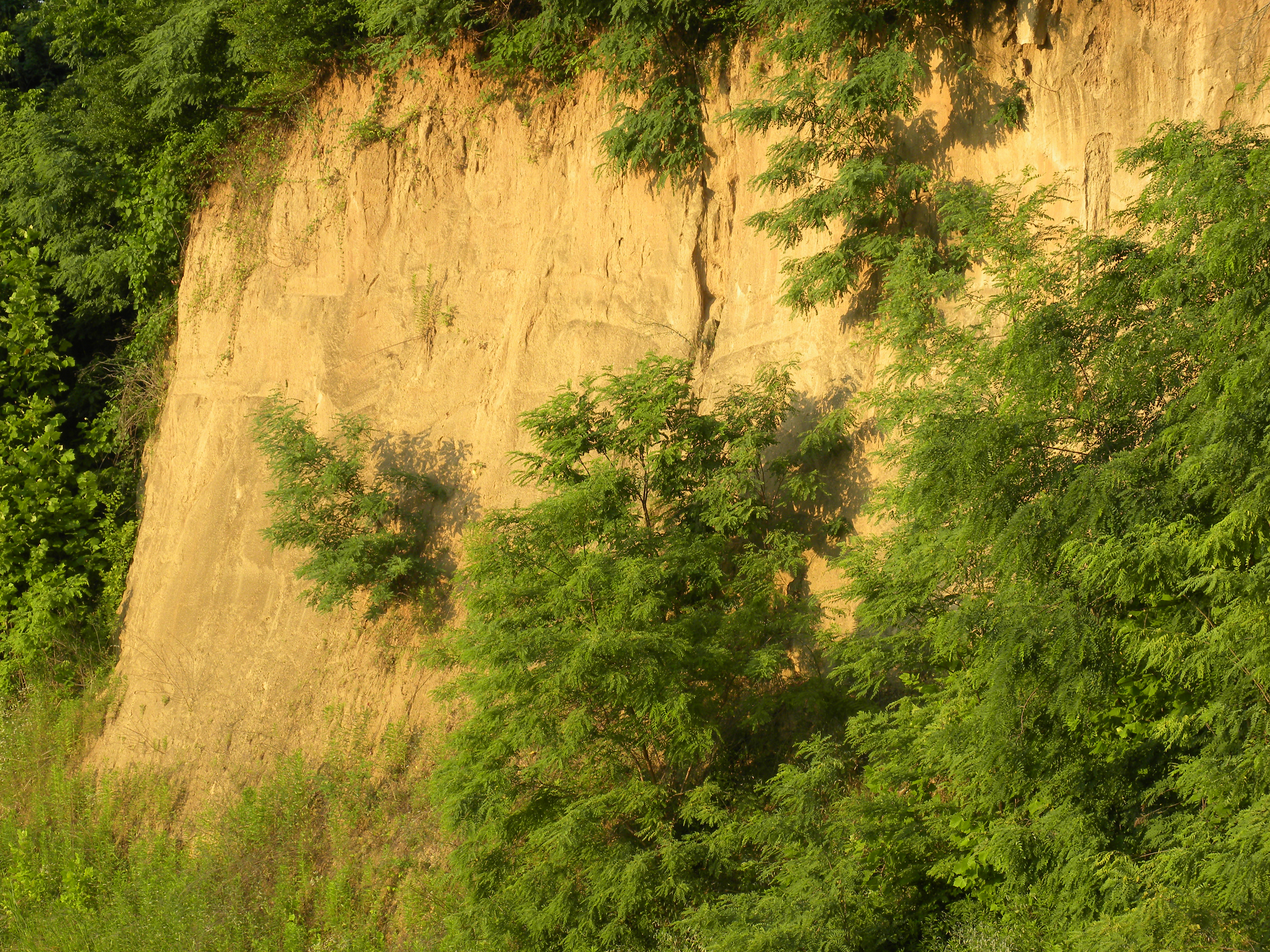
黄土

黄土地貌（loess landform）是一种由黄土层为主要构成的地貌形态。其中最著名的是黄土高原。黄土高原地区地面侵蚀以自然侵蚀为主，人类活动尤其不遵循自然规律的活动加剧了自然侵蚀速度和强度。

## 发育

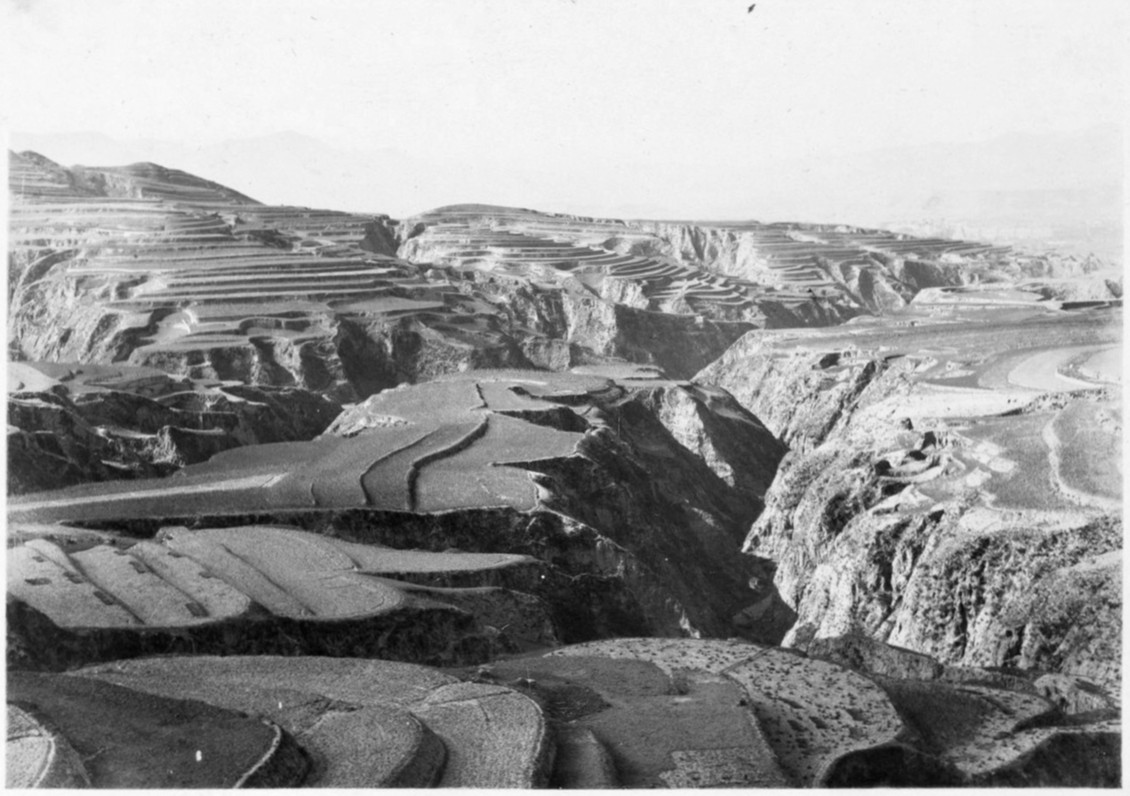
山西省内的黄土地貌（1930年代）

黄土地貌的发育过程，包括黄土沉积前的古地貌发育、黄土堆积过程中的地貌发育和黄土堆积后的现代侵蚀地貌的发育。黄土谷坡的地貌发育表现为较多的崩塌、山崩和泻溜。崩塌、山崩（滑坡）与黄土中的垂直节理、易溶盐的溶解流失、下垫基岩、黄土的质地密切相关，以及和暴雨、地震等因素有关。其中泻溜较多发生在谷坡的上方，坡度35°-45°左右。

### 黄土堆积前的古地貌特征
黄土堆积前黄土高原的古地貌呈多样化特征，黄土的沉积总体上是减缓了黄土覆盖前的古地貌起伏，基本地貌格局和结构以古地貌为基座。但后期的流水侵蚀，使得局部地区加大了地貌起伏，使得地貌破碎和复杂。
- 古丘陵地貌

古丘陵地貌是黄土高原分布最广泛的一种黄土下伏地貌，类型多种多样。
- - 以紧密相间的丘陵与谷地为基础，地形起伏较大的古丘陵以石灰岩岩溶丘陵地貌为主体。
  - 以和缓丘陵和宽阔谷地为基础的波状起伏的古丘陵地形。
  - 残丘状基岩古地貌，形成残丘状黄土峁状丘陵。
  - 平顶状古丘陵，一般构成现今黄土平顶墚丘陵的基座。
- 盆地或者倾斜平原

贺兰山与六盘山以东地区有许多断陷盆地或者地堑谷地，山前堆积或剥蚀平原，由于前期地貌影响的原因，堆积了厚层的黄土，对于发育广阔面积的平缓的黄土坪地貌起了基础作用。
- 大河流谷地

以黄土堆积以前发育的河谷，已经切入地表以下较深处，河流侵蚀搬运能力较强，河床部分未保留有原始堆积的黄土。

### 黄土地貌发育动力
黄土高原地处半干旱气候地区，年降水量虽然较少但降水很集中，全年降水多集中在夏季（约占全年降水量的50％），是发生大暴雨频率较高的地区之一，往往一日内降水可达100mm。这种暴雨性质的降水对结构疏松的黄土地面的侵蚀尤其地剧烈。据记录，强烈时，黄土高原地区每年可被蚀去1cm厚的土层。暴雨是黄土地区地貌发育的主要外动力。
另一方面，风和地下水的作用也是改造黄土高原地貌的两种力量。翻松的黄土，只要3-4级风就能把尘土扬起，黄土高原的风力一般都在3-5级。地下水作用在黄土地区主要表现为机械溶蚀和化学溶蚀，引起塌陷和滑坡（山崩）之类的坡面物质运动。形成所谓的黄土潜蚀地貌。

## 黄土地貌形体

### 黄土塬

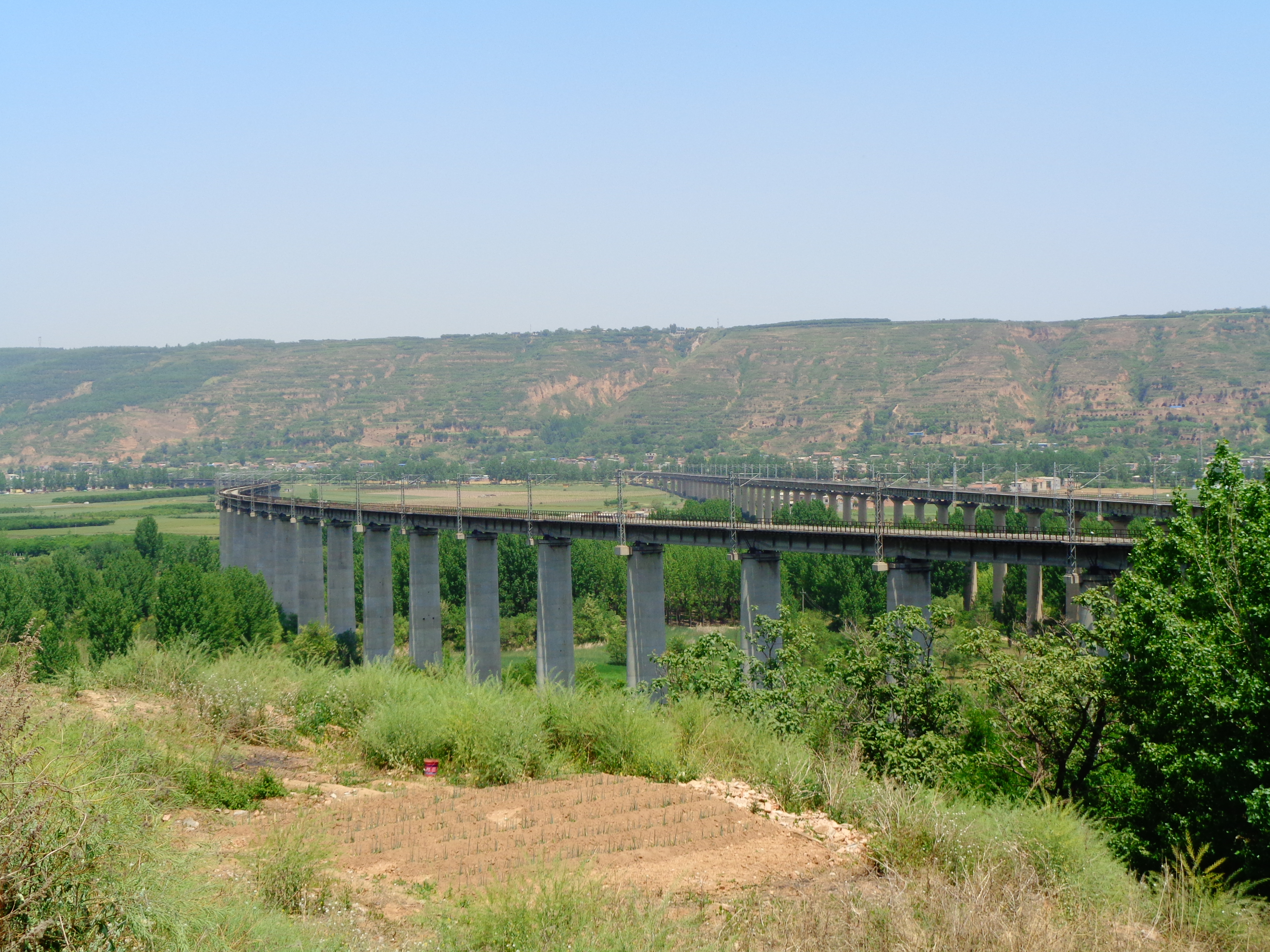
陕西西安白鹿原边缘的浐河河流阶地

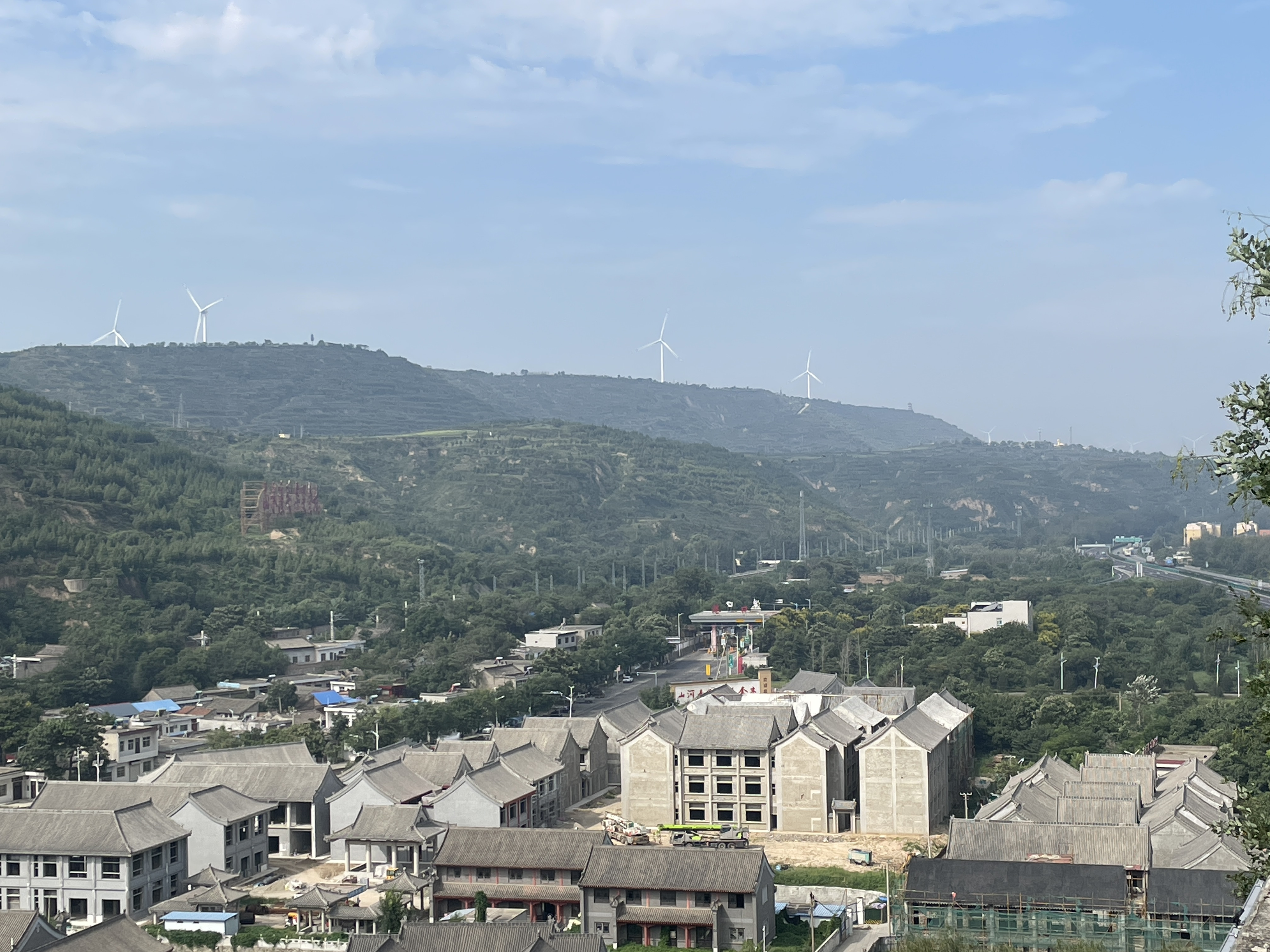
陕西潼关的黄土塬边缘坡地

黄土塬是大面积的黄土（高原）平台，单体塬的面积可达2000-3000km²，塬面即为黄土高原地面，地面倾斜一般不到1°，边缘部分向外倾斜可增大到5°，四周有众多沟谷及其沟头向塬内侵入，黄土塬在平面上呈不规则多边形。如果两沟塬头十分接近，他们之间残留的狭窄部分，当地成为“崾险”，是黄土塬地区重要的交通咽喉。世界上现存的面积最大最典型的黄土塬是中国甘肃省东部的董志塬，其次是陕西北部的洛川塬。
黄土塬受到沟谷的切割，残留的长条形的黄土塬称为“平顶墚”；残留的规模较小的平面上呈不规则多边形的黄土塬局部称为“平顶峁”，它们仍然保留了黄土塬的基本地貌形体特征。多个平顶墚、平顶峁在局部地区的组合称为破碎塬。
形成黄土塬的下伏基岩地形（5类）
- 宽广的缓倾斜平原
- 顶面宽缓的丘陵
- 河流高阶地
- 断陷盆地两侧梯形抬升的台地
- 准平原

### 黄土墚

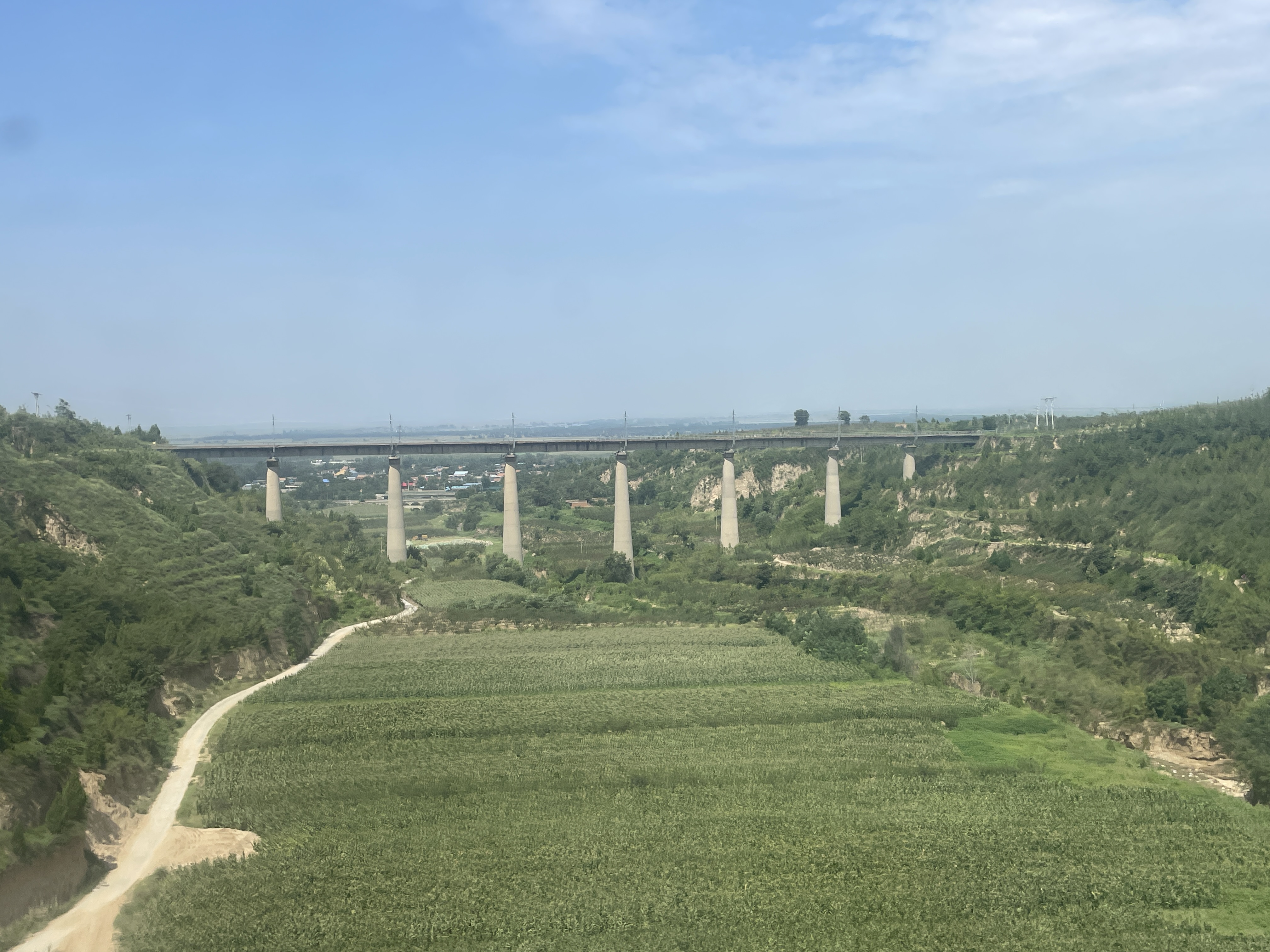
黄土墚沟坡

黄土墚是长条形向某一方向延伸的黄土山岭。依据墚顶形体特征，有平顶墚、圆顶墚两种。
- 平顶墚，顶部在纵向、横向都较平坦，一般宽数百米到500m，长数千米。横向略呈穹形，由中心向两侧边缘坡度为1°-5°，向下转为较陡（＞10°）的沟坡，墚坡与沟坡有明显的转折；墚顶的纵向坡度为1°-3°。
- 圆顶墚，顶部横断面呈向上凸起的圆弧形，有明显的墚坡，墚坡坡度可达15°，甚至达到35°，墚坡以下急转为坡度为50°以上的沟坡。据圆顶墚墚顶纵向地貌形体特征又分为起伏墚和斜墚：
  - 起伏墚，顶部发育有山头和鞍部，因而有高低差异，一般为延伸很长的主墚。
  - 斜墚，顶部向某一方向有明显的由高到低的倾斜（或呈坡降），大多数为发育在主墚两侧的支墚。

### 黄土峁
黄土峁是孤立的黄土山丘，黄土峁排列具有规律性，排列呈线性的具有黄土墚的某些特征。将分布数量众多的黄土峁的组合区概称为黄土丘陵区。据黄土峁顶面的地貌形体，分为平顶黄土峁、圆顶黄土峁。
- 黄土坪，黄土坪是黄土谷地底部黄土覆盖的阶地或平台，地貌上也称为台塬。

### 黄土沟谷
- 切沟

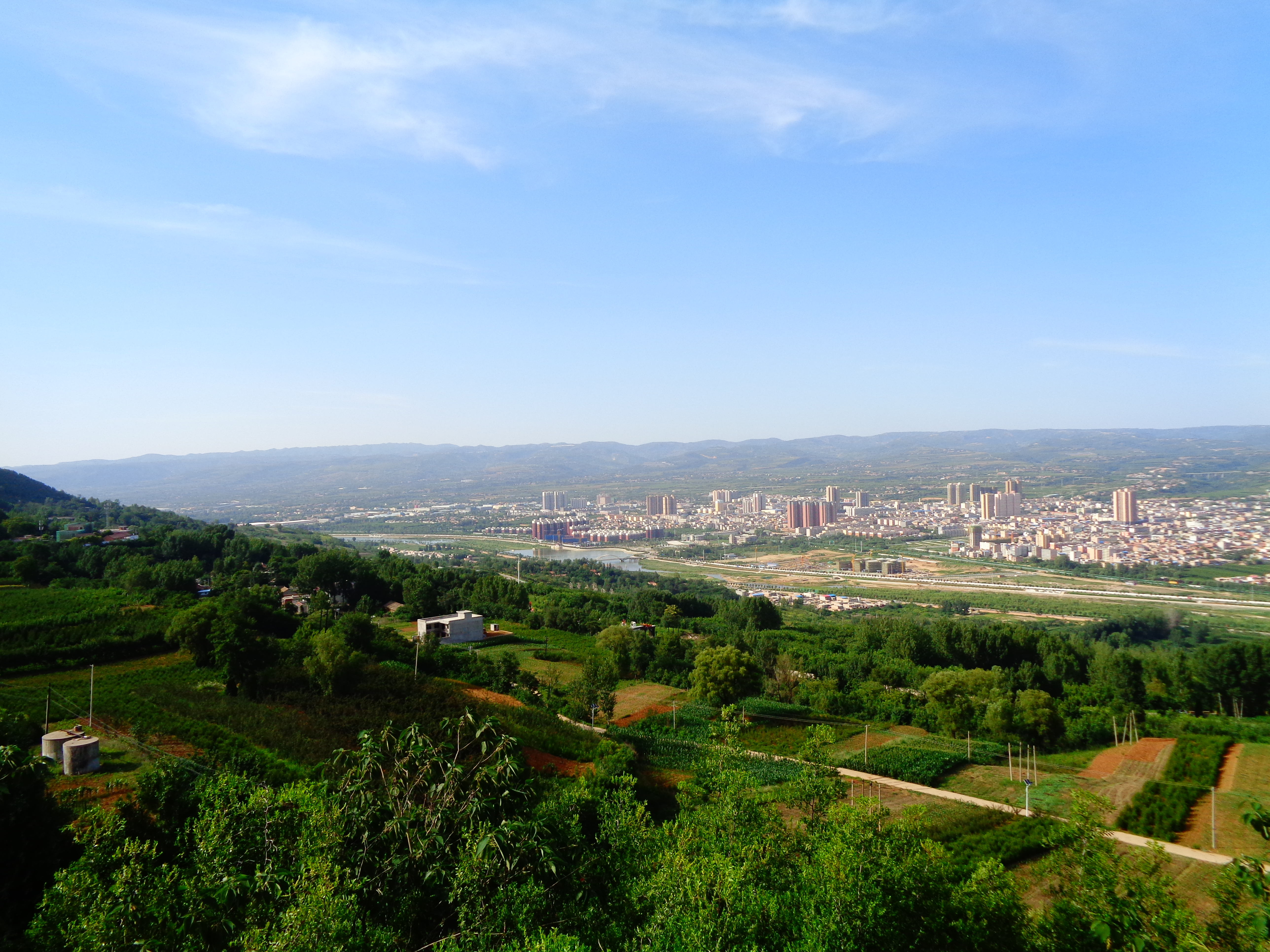
白鹿原上向塬下看灞河河谷内的蓝田县城

- 冲沟，冲沟是黄土高原地区发育非常普遍的一种现代流水作用形成的沟谷。
- 干沟
- 河沟，河沟是一种大型的侵蚀沟，通常已经是河流的支谷。
- 黄土墹，主要分布于河源地区，这里现代沟谷尚未发育，基本保留了黄土掩覆古河谷后形成的长条状凹地，当地称其为墹。

### 黄土地貌的空间组合类型

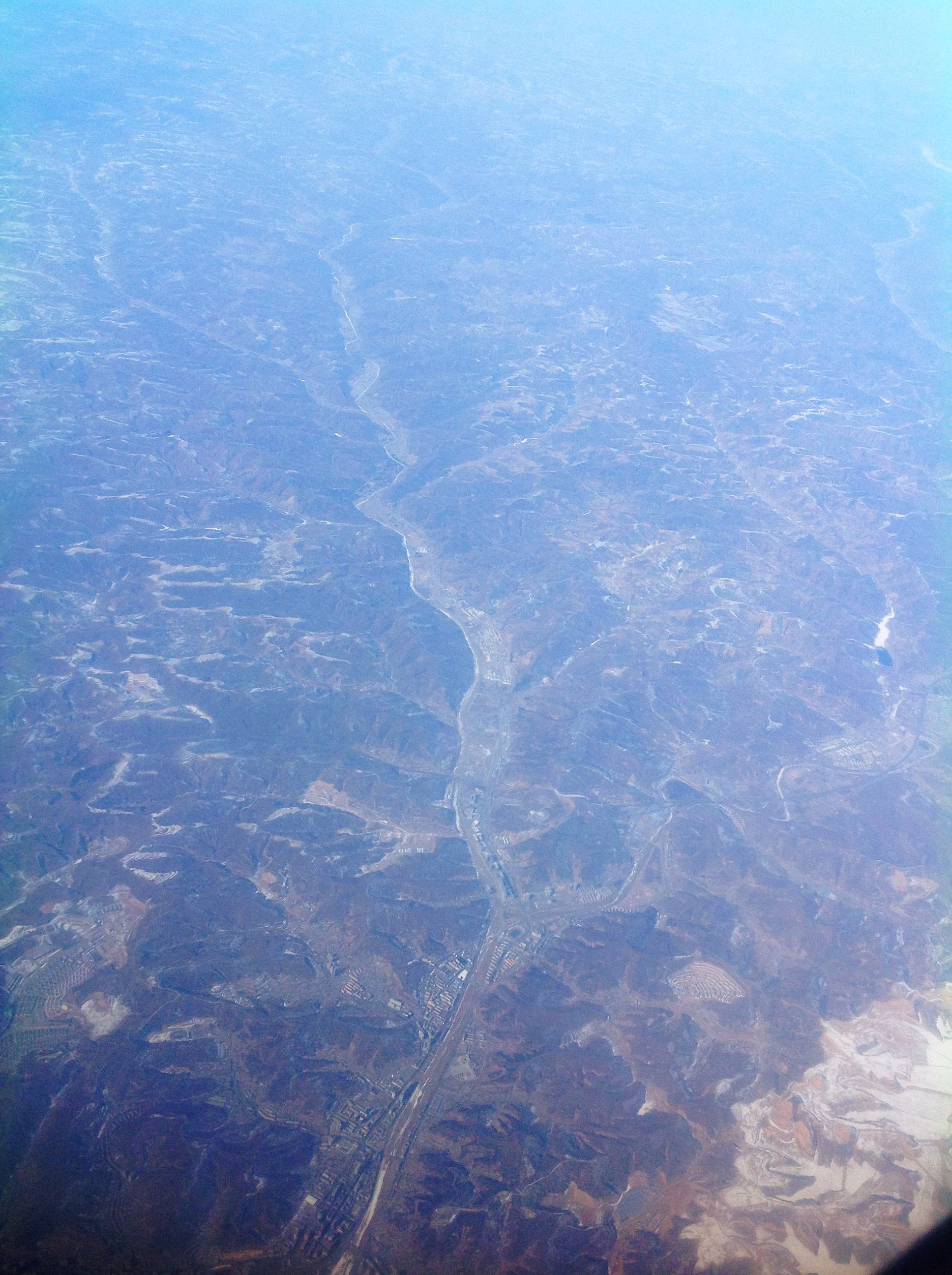
延安寶塔區

- 黄土山地，是地面为黄土覆盖，相对高度＞250-300m，绝对高度1200-3000m之间的大起伏地貌区。其下伏基岩地形起伏较大，是该地区河流的主要分水岭。
- 丘陵与宽谷，发育在准平原上的黄土丘陵，坡度和缓，谷地开阔，现代沟谷侵蚀尚未到达。即黄土墹所在地区。
- 丘陵与谷中谷，黄土丘陵与宽谷相间分布。
- 丘陵与沟谷，它们的多重形式组合：
  - 平墚丘陵沟谷
  - 斜墚丘陵沟谷
  - 起伏墚丘陵沟谷
  - 起伏墚和蚀余丘陵沟谷
  - 平顶墚、峁和起伏墚丘陵沟谷
- 黄土塬与沟谷，此种组合分布范围较小。在中国主要分布在泾河、洛河中游地区。